# Ruhåret vizsla
Ruhåret vizsla er en jagthund af gruppen af stående hunde, og er nært beslægtet med korthåret vizsla.